# Herman ten Kate (wielrenner)
Herman ten Kate ("HtK") (28 oktober 1991) is een Nederlands wegwielrenner die anno 2021 reed voor BEAT Cycling. 
Ten Kate is vanaf de oprichting van de BEAT Cycling Club in 2016 betrokken bij de organisatie van de club. Naast zijn werk als community manager zal Ten Kate in 2021 ook als renner actief zijn voor de BEAT Cycling wielerploeg.

## Ploegen
- 2021 – 2021  BEAT Cycling

## Overwinningen en Prestaties
- Regerend  Nederlands Kampioen Giant Rijden
- 11e plaats NK Baanwielrennen Sprint 2019 [2]

## Innovaties
- Geestelijk vader van de BEAT Cycling Club evenement Challenge Baracchi